# Paszport afrykański
Paszport afrykański (ang. African Union Passport) – dokument potwierdzający obywatelstwo jednego z państw Unii Afrykańskiej.
Projekt jednolitego paszportu ogłoszono w 2016 roku; od tamtej pory jest wydawany szefom rządów i dyplomatom. W 2020 roku ma być dostępny dla wszystkich obywateli 54 państw na kontynencie. Ma to na celu wprowadzenie ruchu bezwizowego, zgodnie z ustaleniami szczytu unii z 2013 roku.
Paszport biometryczny liczy 32 strony, z napisami w 5 językach: angielskim, francuskim, arabskim, portugalskim i suahili. Na okładce znajduje się logo UA.